# Сарате, Роберто
Роберто Эктор Сарате (15 декабря 1932 — 6 ноября 2013) — аргентинский футболист, нападающий.
Его сын, Оскар Роберто Сарате, также был футболистом.

## Карьера

### Клуб
Роберто Сарате по прозвищу «моно» (обезьяна) начал свою профессиональную карьеру в 1950 году с «Ривер Плейт», в своём первом сезоне он не играл. В 1951 году он забил свой первый гол за «Ривер», в двенадцатом туре в ворота «Химнасия и Эсгрима», его команда выиграла со счётом 3:0. В 1952 году «Ривер Плейт» выиграл национальный чемпионат, но Сарате ещё не был игроком основы, «Ривер» снова повторил успех в следующем году. В 1954 году Сарате получал больше игровой практики в первой команде и забил два гола, его главным конкурентом по позиции был Феликс Лоустау, ветеран так называемой «Ла Макины», успешного периода в истории клуба в 1940-х. В итоге в 1957 году Лоустау перешёл в «Эстудиантес». После этого трансфера Сарате стал регулярно играть на позиции левого вингера (хотя уже в 1955 году у него было больше игровой практики, он забил 6 голов, а 8 декабря 1955 года сыграл в победном для «Ривера» (2:1) Суперкласико), а также стал лучшим бомбардиром чемпионата 1957 года с 22 голами. В начале 1961 года он решил покинуть «Ривер Плейт» и перешёл в «Банфилд», который играл во втором дивизионе. В следующем году он сыграл важную роль в повышении клуба в Первый дивизион, в основном благодаря своей способности забивать. В 1967 году он закончил свою карьеру после 354 игр и 125 голов в чемпионате.

### Национальная сборная
За национальную сборную он сыграл 14 матчей и забил 5 голов в период между 1956 и 1963 годами. Он дебютировал в команде 15 февраля 1956 года на позиции левого вингера в схеме 2-3-5, это был матч между Аргентиной и Уругваем в рамках чемпионата Южной Америки 1956. Это был его единственный матч в этом турнире. Позже он сыграл в четырёх отборочных матчах чемпионата мира 1958, в которых он продемонстрировал хорошие навыки игры, забив три гола. Однако он не был взят на чемпионат мира, тем не менее, сыграл три товарищеских матча в 1958 году, это были его последние игры под руководством Гильермо Стабиле. Орасио Торрес вызвал его на чемпионат Южной Америки 1963, вернув его в сборную после пятилетнего перерыва. Второй дебют Сарате состоялся в матче против Колумбии, он забил два гола, в начале и в конце матча соответственно. В матче против Перу он также отличился голом, но на 80-й минуте был заменён на Хуана Карлоса Лаллану. Против Бразилии 24 марта в Ла-Пасе он играл весь матч, в отличие от встречи с Боливией 28 марта. Последний матч Сараты за сборную состоялся 31 марта против Парагвая, где он был снова заменён на Лаллану.

## Стиль игры
Сарате играл на левом фланге атаки, его стиль игры был похож на игру Феликса Лоустау, с которым он соперничал за место в основе. Хотя он не играл на позиции центрального нападающего, он часто забивал как в составе «Ривер Плейт», так и «Банфилда».

## Смерть
6 ноября 2013 года Сарате умер в возрасте 80 лет.